# Артель художников
Санкт-Петербу́ргская а́ртель худо́жников — первая в истории российского изобразительного искусства независимая творческая организация, созданная живописцами, с целью получения прибыли и оказания взаимопомощи. Основана в 1863 году в Санкт-Петербурге по инициативе И. Н. Крамского. Прекратила существование в 1871 году.

## История

### Образование и расцвет Артели
9 ноября 1863 года произошёл скандальный отказ четырнадцати лучших выпускников Императорской Академии художеств от участия в конкурсе на Большую золотую медаль, проводимом к 100-летию Академии художеств. Последовавший за этим выход художников из Академии, вошедший в историю русского изобразительного искусства, как «Бунт четырнадцати», поставил его участников в тяжёлое материальное положение.

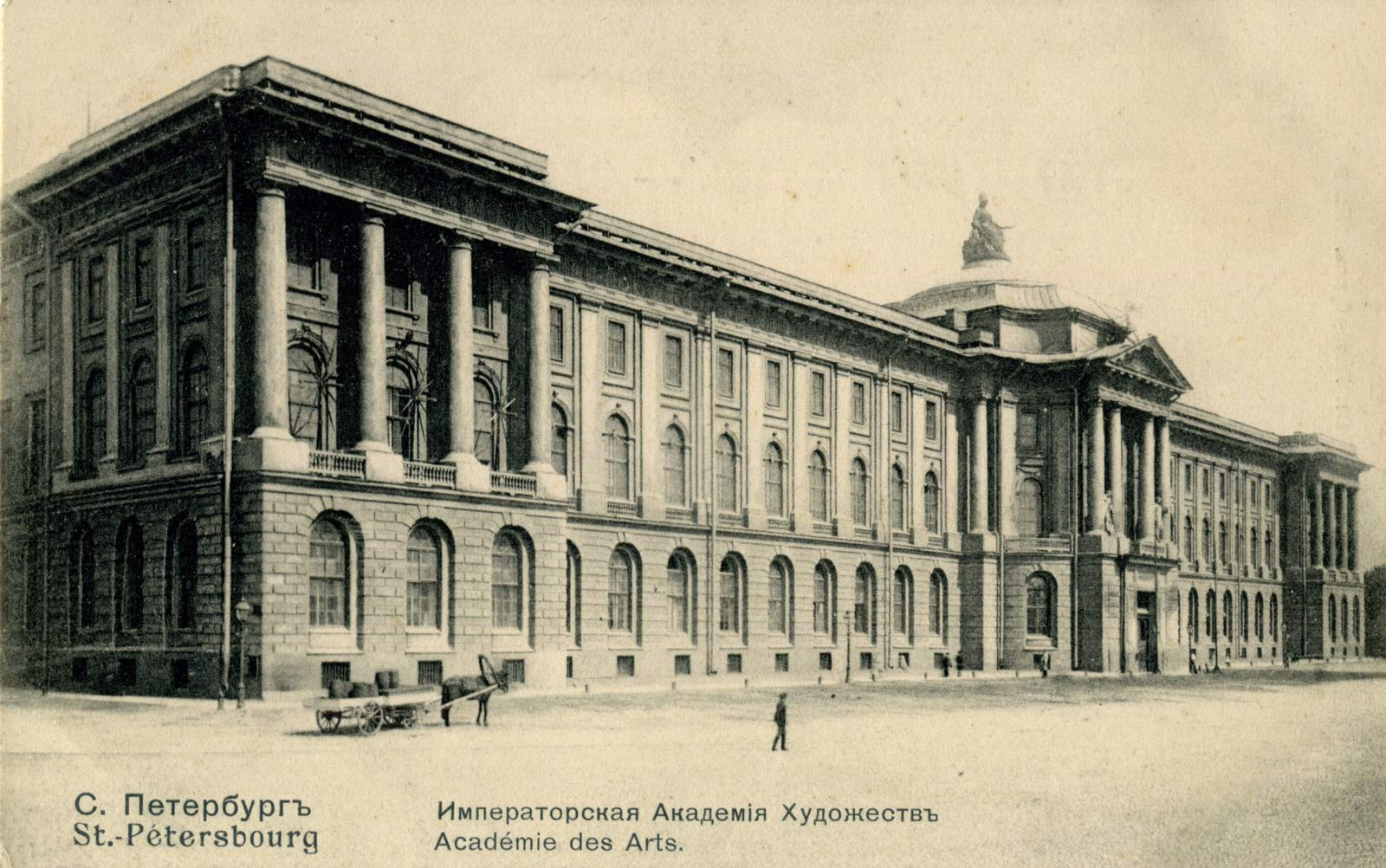
Императорская Академия художеств, фотография.

Покинув Академию художеств, художники были обязаны освободить занимаемые мастерские, принадлежавшие Академии. Оставшись без средств к существованию и мастерских, использовавшихся не только для работы, но и для проживания, участники «бунта» объединяются в своеобразную трудовую коммуну, прообразом которой послужила коммуна, описанная Н. Г. Чернышевским в модном в то время романе «Что делать?».
Вдохновителем идеи был И. Н. Крамской. К этому времени он уже был женат на Софье Николаевне Прохоровой, которая занялась ведением общего хозяйства. Крамской избирается старшиной Артели и остаётся бессменным её руководителем до самого её распада.

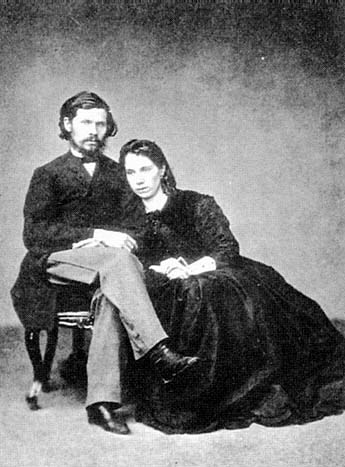
И. Н. Крамской с женой,
фотография, (1863—1864).

Артельщики снимают квартиру в доходном доме Гудкова на 17-й линии Васильевского острова, где были не только жилые комнаты, но и три большие общие художественные мастерские, в каждой из которых могли одновременно работать несколько человек. Вместе с Крамскими в общей квартире поселилось пять художников: Богдан Вениг, Александр Григорьев, Фирс Журавлёв, Алексей Корзухин и Николай Шустов. Остальные артельщики жили на частных квартирах.
|                               | После долгих измышлений они пришли к заключению, что необходимо устроить, с разрешения правительства, артель художников — нечто вроде художественной фирмы, мастерской и конторы, принимающей заказы с улицы, с вывеской и утверждённым уставом. Они наняли большую квартиру в Семнадцатой линии Васильевского острова и переехали туда жить вместе. |
| Илья Репин «Далёкое близкое». | |

В газете «Санкт-Петербургские ведомости» артельщики помещают рекламное объявление о приёме художественных заказов и частных уроках рисования, живописи и скульптуры. Силами Артели выполняются несколько художественных заказов: роспись иконостасов для храма в Петрозаводске и Санкт-Петербургского Горного института, устраиваются благотворительные лотереи, издаётся иллюстрированный каталог-альбом «Художественный автограф». По четвергам устраиваются сеансы рисования, чтение докладов по проблемам современного искусства.
9 июня 1865 года был утверждён официальный устав Артели, согласно которому члены Артели должны были платить в общую кассу 10 % от каждой самостоятельно проданной работы и 25 % от совместно выполняемых работ.
Первым покинул Артель исторический живописец Александр Литовченко, отказавшийся сдавать деньги на размещение объявлений в «Санкт-Петербургских ведомостях» и первым получивший заказ на роспись Храма Христа Спасителя. Следом за Литовченко из Артели выходит Константин Маковский, имевший широкий успех среди публики. Зарабатывая на картинах огромные деньги, Маковский снимает мастерскую на Дворцовой площади. Часть артельщиков, оставаясь в Артели, зачастую уклонялась от внесения в общую кассу денег от самостоятельно проданных работ. Крамской, возмущенный неуплатой членских взносов некоторыми членами Артели, соглашается на предложение профессора исторической живописи Императорской Академии художеств А. Т. Маркова расписать главный купол Храма Христа Спасителя за 10000 рублей серебром. Помощниками Крамского стали Богдан Вениг и Николай Кошелев.
Полученный от Маркова задаток Крамской пересылает в Санкт-Петербург, где на эти деньги в начале 1866 года артельщики переезжают в престижный район города и снимают квартиру в доме графа Стенбока-Фермора на Адмиралтейской площади, на углу Вознесенского и Адмиралтейского проспектов.
Постепенно доходы Артели растут. Для её нужд за 150 рублей серебром приобретается фотографический аппарат с использованием которого художники писали не только портреты царя и его семьи, пользовавшиеся большим спросом, но и портреты аристократии и богатого купечества. Возросшие доходы позволили Крамскому за собственный счёт отправиться за границу. К 1868 году общий капитал Артели достиг 10000 рублей.

### Распад Артели

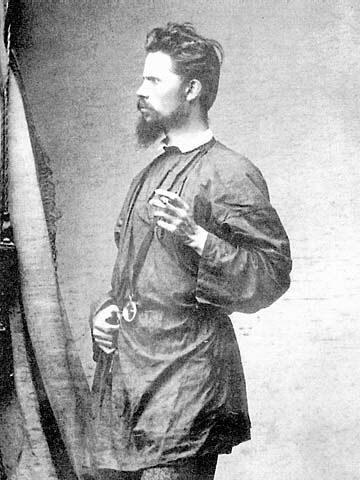
Иван Крамской,
фотография, (1865 год).

Несмотря на финансовую состоятельность Артели, Крамской болезненно воспринимал личные взаимоотношения участников «бунта четырнадцати» с Академией художеств.
Академия, признавая несомненный талант вышедших из неё художников, уже в 1864 году присваивает звание академика жанристу Александру Морозову за картину «Выход из церкви в Пскове». В 1865 году портретист Николай Шустов получает звание академика за портрет генерал-губернатора Восточной Сибири М. С. Корсакова. За картины «Крестьянин в беде» и «Сборы на церковь» звания академика в 1867 году был удостоен Николай Петров, а в 1868 году за картину «Утопленник» Николай Дмитриев-Оренбургский и Алексей Корзухин за картину «Возвращение отца семейства с сельской ярмарки».
Осенью 1870 года Дмитриев-Оренбургский, втайне от остальных членов, подал прошение в Императорскую Академию художеств о представлении трёхлетнего заграничного пенсионерства, которое было удовлетворено Советом Академии.
Возмущенный тем обстоятельством, что участник «бунта четырнадцати» за спиной у артельщиков ведёт переговоры с Академией, Крамской 19 октября 1870 года подаёт в Артель заявление с требованием публично осудить поведение Дмитриева-Оренбургского.
7 ноября 1870 года состоялось общее собрание членов Артели, на котором артельщики отказались удовлетворить заявление Крамского, указав, что Дмитриев-Оренбургский формально не нарушил никаких положений устава. Неудовлетворённый решением общего собрания Крамской подаёт второе заявление, настаивая на исключении Дмитриева-Оренбургского из Артели. Общее собрание отказалось повторно рассматривать заявление своего руководителя. Возмущённый беспринципностью членов Артели, И. Н. Крамской 24 ноября 1870 года подаёт заявление о выходе из её состава.
Лишившись своего основателя и бессменного лидера, Артель постепенно приходит в упадок, и в 1871 году фактически распадается. Часть членов Артели, поначалу отказавшиеся от предложения Григория Мясоедова примкнуть к только что созданному Товариществу передвижных художественных выставок, затем всё же вступает в Товарищество, сыгравшее впоследствии ключевую роль в развитии русского изобразительного искусства XIX века.
|                               | В Артели начались какие-то недоразумения. Сначала это были семейные нелады между жёнами артельщиков, кончившиеся выходом двух членов. Один из членов Артели попал под особое покровительство Академии и имел в перспективе поездку за границу на казённый счёт. Крамской нашёл в этом поступке товарища нарушение их главного принципа: не пользоваться благодеяниями Академии одному, так как решено было при выходе из Академии держаться товарищества и не идти на академические приманки в розницу. Он подал товарищам письменное заявление и требовал, чтобы они высказались, как они смотрят на такой поступок. Товарищи ответили уклончиво, молчанием. Вследствие этого Крамской вышел из Артели художников. После его выхода Артель как-то скоро потеряла своё значение и незаметно растаяла. |
| Илья Репин «Далёкое близкое». | |

## Адреса в Санкт-Петербурге
- 17 линия В. О., дом 4, квартира 4
- Адмиралтейский проспект, дом 10